# Ulrike Kleindl
Ulrike Kleindl, född 27 maj 1963, är en friidrottare från Österrike. Hon deltog vid olympiska sommarspelen 1988.